# 詹永和
詹永和（1845年—1895年），台灣抗日烈士，祖籍福建南靖縣，祖上遷居台灣桃園龜山鄉。他以抗擊日本侵略台灣的英勇事蹟而聞名，後來被列入忠烈祠供奉烈士之一。

## 生平
詹永和幼年就讀私塾兩年，成年後務農，精通拳術，因豪爽俠義的性格深受鄉里敬重。
1895年，清朝在甲午戰爭中戰敗，簽訂《馬關條約》，將台灣割讓給日本。詹永和不滿外敵入侵，聯合地方士紳與義士，組織起一支八十餘人的抗日義軍。他們選擇在龍壽山尾進行伏擊，該地因地勢險要，適合義軍進行游擊戰。雖然日軍裝備精良，但詹永和和義軍憑藉對地形的熟悉，成功拖延了日軍的推進。最終，詹永和在激戰中中彈犧牲，義軍也因傷亡慘重而被迫撤退。

## 紀念
詹永和的名字被列入多處忠烈祠名錄，包括：
- 國民革命忠烈祠：與其他抗日烈士共同供奉，以表彰其為保衛家園的犧牲精神。
- 高雄市忠烈祠：奉祀革命先烈。[2]
- 臺中市孔廟忠烈祠：詹永和被列入殉難人民名錄，表彰其抗日精神。[3]
- 桃園忠烈祠：每年春祭國殤活動中，其英名受到祭拜與表彰。[4]